# Echinussa vibrabunda
Echinussa vibrabunda là một loài nhện trong họ Salticidae.
Loài này thuộc chi Echinussa. Echinussa vibrabunda được Eugène Simon miêu tả năm 1886.